# Viola selkirkii
Viola selkirkii Pursh ex Goldie – gatunek roślin z rodziny fiołkowatych (Violaceae). Występuje naturalnie w klimacie umiarkowanym i subpolarnym półkuli północnej. W całym swym zasięgu w Ameryce Północnej jest gatunkiem najmniejszej troski, ale regionalnie (w Connecticut, Idaho i Massachusetts) jest krytycznie zagrożony.

## Rozmieszczenie geograficzne
Rośnie naturalnie w klimacie umiarkowanym i subpolarnym półkuli północnej. Występuje w Kanadzie, Stanach Zjednoczonych, na Grenlandii, w Norwegii, Szwecji, Finlandii, Rosji, Kazachstanie, Mongolii, Chinach (w północno-środkowej części oraz Mandżurii), na Półwyspie Koreańskim oraz w Japonii. W Kanadzie został zaobserwowany w prowincjach Alberta, Kolumbia Brytyjska, Manitoba, Nowy Brunszwik, Nowa Fundlandia i Labrador, Nowa Szkocja, Ontario, Quebec i Saskatchewan, a także na terytorium Jukonu. W Stanach Zjednoczonych rośnie na Alasce (wliczając Aleuty), w Kolorado, Maine, Massachusetts, Michigan, Minnesocie, New Hampshire, stanie Nowy Jork, Pensylwanii, Dakocie Południowej, Vermoncie, stanie Waszyngton oraz Wisconsin. W Rosji występuje w jej europejskiej części, Ałtaju, Tuwie, Buriacji, obwodach amurskim, czytyjskim, irkuckim, magadańskim, tiumeńskim, Kraju Krasnojarskim, Kraju Chabarowskim, Kraju Nadmorskim, na Kamczatce, Sachalinie i Wyspach Kurylskich.

## Morfologia

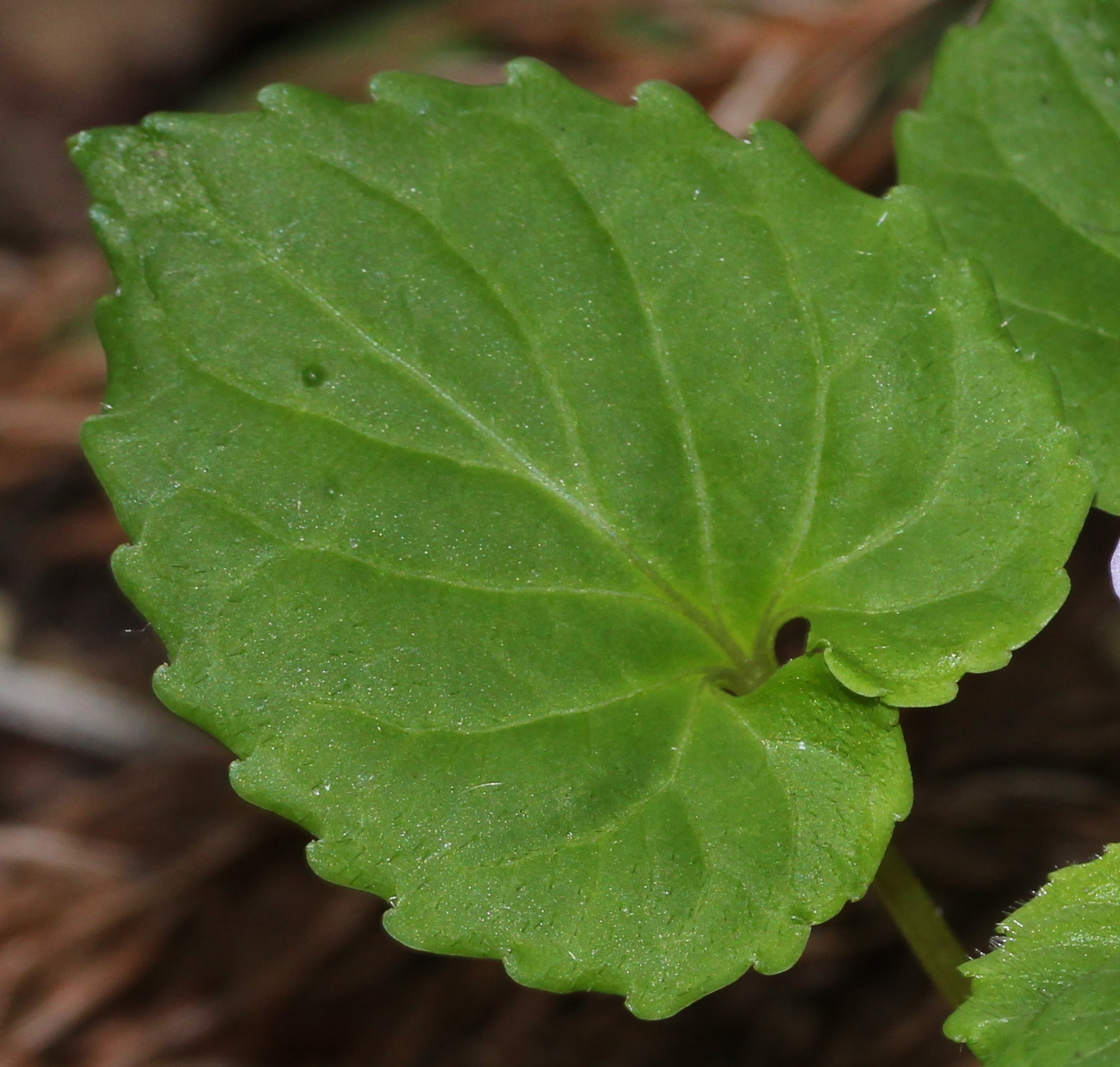
Liść

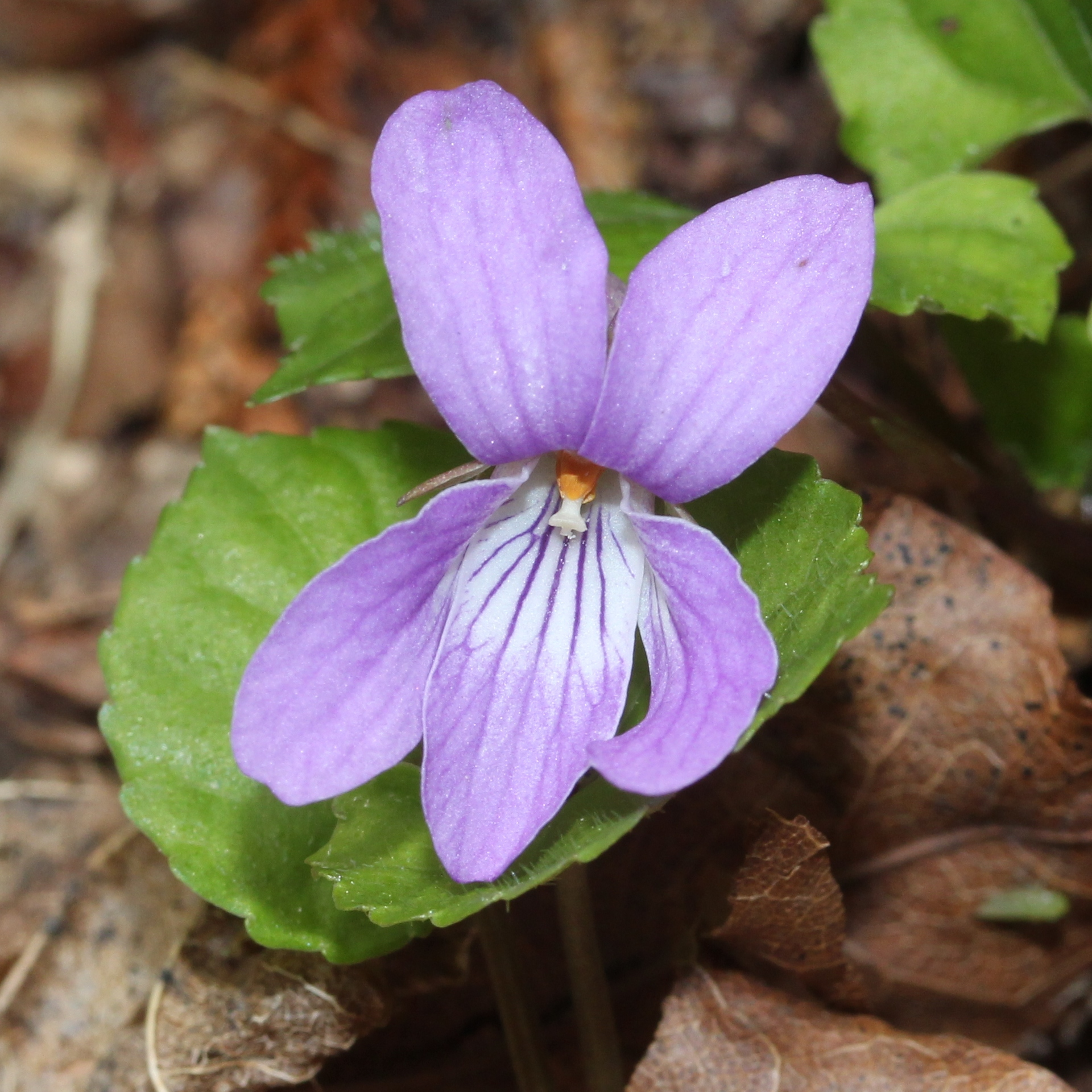
Kwiat

PokrójBezłodygowa bylina dorastająca do 4–15 cm wysokości. Tworzy smukłe, nie mięsiste kłącza.
LiścieLiście odziomkowe są od dwóch do dwunastu, wyprostowane lub wznoszące się, ich blaszka liściowa ma zazwyczaj owalny (sporadycznie okrągławy) kształt, mierzy 1–5 cm długości oraz 1–5 cm szerokości, jest karbowana lub piłkowana na brzegu, ma sercowatą nasadę i wierzchołek od zaokrąglonego do ostrego, jej powierzchnia jest naga lub czasami owłosiona od spodu, a górna powierzchnia jest pokryta krótkimi, sztywnymi włoskami. Ogonek liściowy jest nagi lub owłosiony i osiąga 1,5–7 cm długości. Przylistki są równowąsko lancetowate, całobrzegie, o ostrym wierzchołku.
KwiatyPojedyncze, osadzone na nagich lub owłosionych szypułkach o długości 3–6 cm, wyrastających z kątów pędów. Mają działki kielicha o kształcie od lancetowatego do owalnie lancetowatego. Płatki mają jasnofioletową barwę na obu powierzchniach, trzy płatki dolne są białe u nasady i mają ciemnofioletowe żyłki, dwa boczne nie są brodate, najniższy płatek mierzy 8–13 mm długości, posiada podługowatą ostrogę o długości 4–7 mm i barwie od blado- do ciemnofioletowej. Główka słupka nie jest brodata.
OwoceNagie torebki mierzące 4–8 mm długości, o kształcie od jajowatego do elipsoidalnego. Nasiona maja brązową barwę i osiągają 1–2 mm długości.

## Biologia i ekologia
Rośnie w miejscach wilgotnych; w zaroślach, lasach mieszanych lub iglastych. Występuje na wysokości od 200 do 3000 m n.p.m. Kwitnie od maja do czerwca.
Liczba chromosomów 2n = 24.